# Лиатрис колосистая
Лиа́трис колоси́стая (лат. Liātris spicāta) — травянистое клубнелуковичное растение, вид рода Лиатрис (Liatris) семейства Астровые (Сложноцветные). В природе встречается на востоке Канады и США. Культивируется по всему свету как садовое красивоцветущее растение, ценится за свои оригинальные колосовидные соцветия.
В публикациях на русском языке встречаются названия, в которых родовое название рассматривается и как слово женского рода (Лиатрис колосистая, Лиатрис колосковая), и как мужского (Лиатрис колосистый, Лиатрис колосковый).

## Биологическое описание
Многолетнее травянистое клубнелуковичное растение высотой обычно около 60 см (иногда до 200 см).

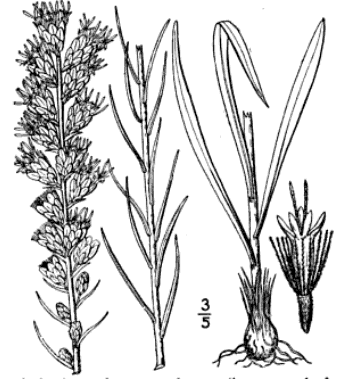
Лиатрис колосистая. Ботаническая иллюстрация из издания An illustrated flora of the northern United States, Canada and the British Possessions (1913)

Стебли прямостоячие, голые либо слегка опушённые. Листья очерёдные, сидячие, линейно-ланцетные, с цельными краями.
Цветки мелкие, только трубчатые, ширококолокольчатые, пушистые, собраны в количестве от 5 до 14 штук в корзинки c 3—4-рядными полушаровидными обёртками, в которых листочки внешних рядов короче внутренних. Корзинки, в свою очередь, собраны в расположенное на конце длинного цветоносного побега густое колосовидное высокое (до 35 см) цилиндрическое соцветие, похожее на метёлку для пыли. Цветки в соцветиях начинают распускаться, начиная с верхушки, — среди растений с колосовидными соцветиями такое встречается весьма редко. Привлекают бабочек и пчёл. Венчики в большинстве случаев сиренево-лилового (голубовато-пурпурного) цвета, но иногда могут быть красными, розовыми или белыми.
Плод — продолговатая ребристая семянка, покрытая волосками.
В условиях европейской части России растение цветёт в течение 35—40 дней в июне—июле; семена вызревают.

## Культивирование
Лиатрис колосистую культивируют во многих странах мира как садовое растение, используя её в первую очередь в групповых посадках, в том числе для организации бордюров, а также миксбордеров. Растение используется также для выращивания в рокариях.
Растения выращивают также для срезки — в воде, в которую добавлены минеральные удобрения, срезанные соцветия могут стоять до двух недель. Клубнелуковицы можно также использовать для выгонки.
Растение в культуре с 1732 года.
Сорта
- 'Floristan' — группа высокорослых сортов (от 80—90 до 120 см) с цветками разной окраски:
  -  'Floristan Violett' — растения с фиолетовыми (тёмно-фиолетовыми) цветками,
  -  'Floristan Weiss' — растения с белыми цветками;
- 'Kobold' — низкорослый сорт (около 40 см) с яркими пурпурными (фиолетово-розовыми) цветками[3][4].

Агротехника
В открытом грунте растение пригодно для выращивания в зонах морозостойкости с 3 по 10.
Неприхотливое растение, не требует какого-либо особого ухода; также нет каких-либо специальных требований относительно влажности, может хорошо развиваться при различных условиях, в том числе во влажных местах на берегах водоёмов; вместе с тем при умеренном поливе растения развиваются лучше. Для посадки желательно выбирать открытые места, допустимо лёгкое затенение. Относительно почвы специальных требований также нет, однако лучше всего растения развиваются в хорошо дренированной плодородной почве.
Уход за растениями состоит в регулярных прополках и подкормках полным комплексным удобрением. Подготовка к зиме заключается в срезке у растений надземных частей и мульчировании поверхности торфом, сухими листьями или компостом.
Размножение — семенами, а также осенним делением куста. При весенней посадке (пересадке) клубнелуковиц рекомендуется их сажать на глубину 10 см на расстоянии 30 см друг от друга, после чего места посадки мульчировать.

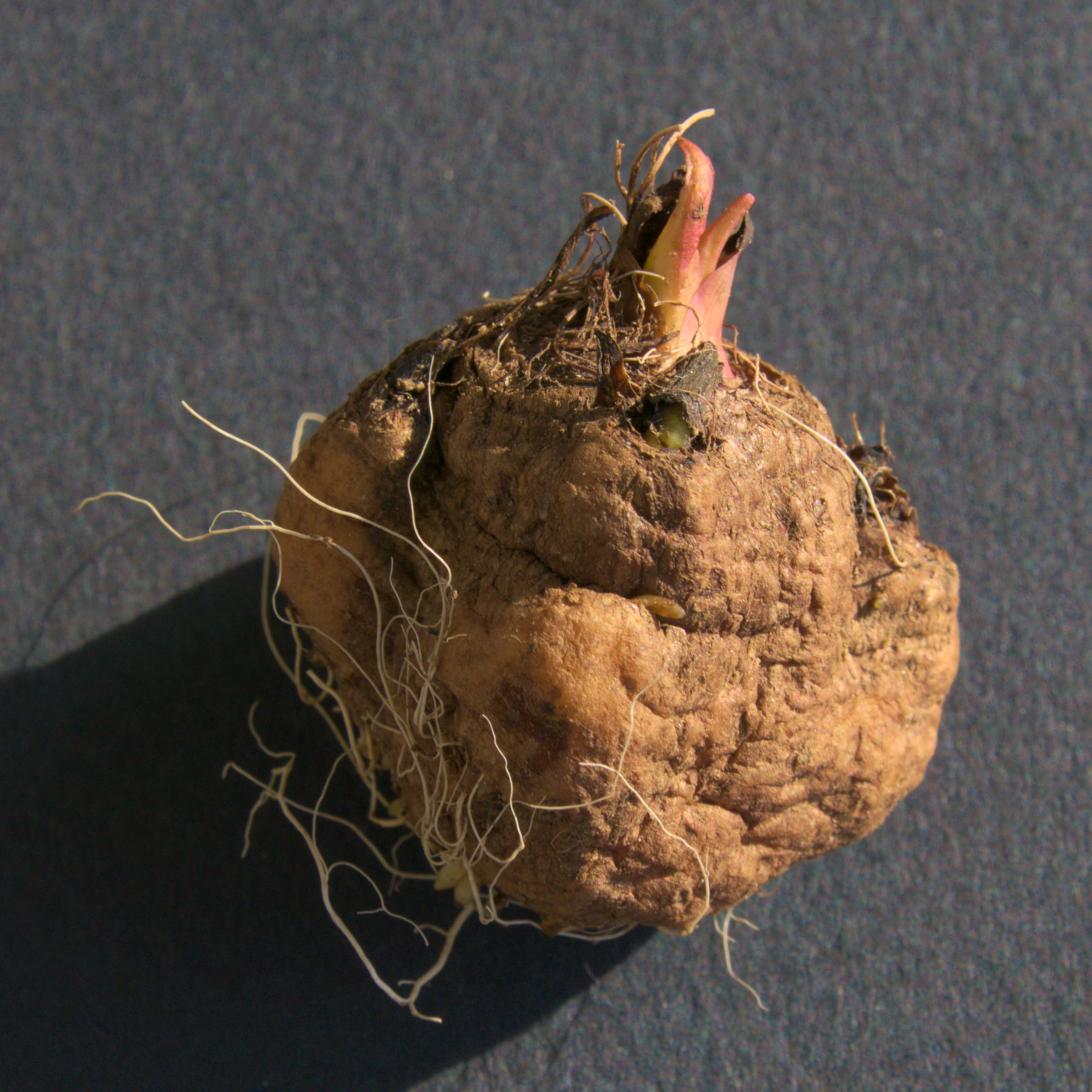
Корнелуковица
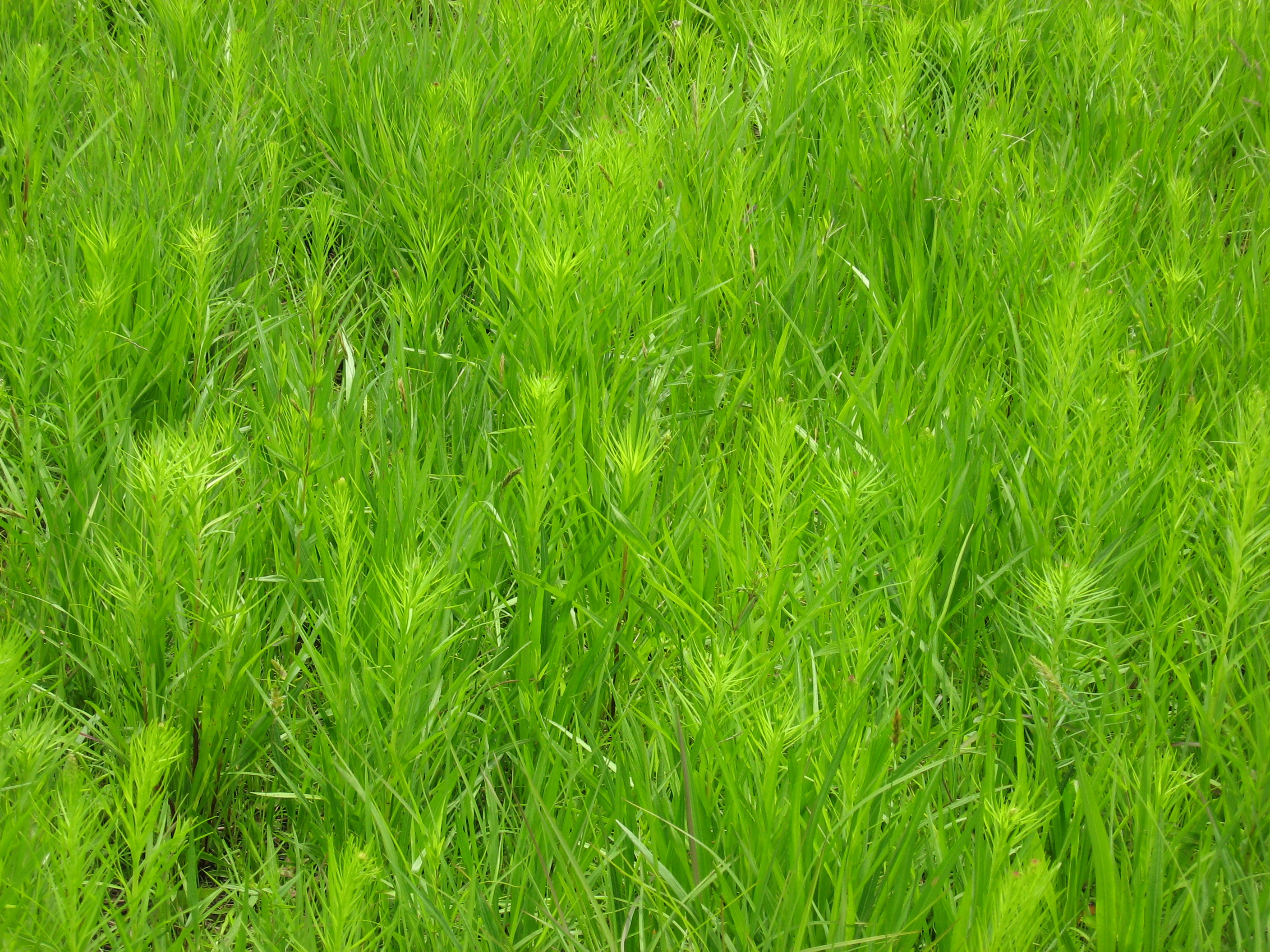
Растения до начала цветения
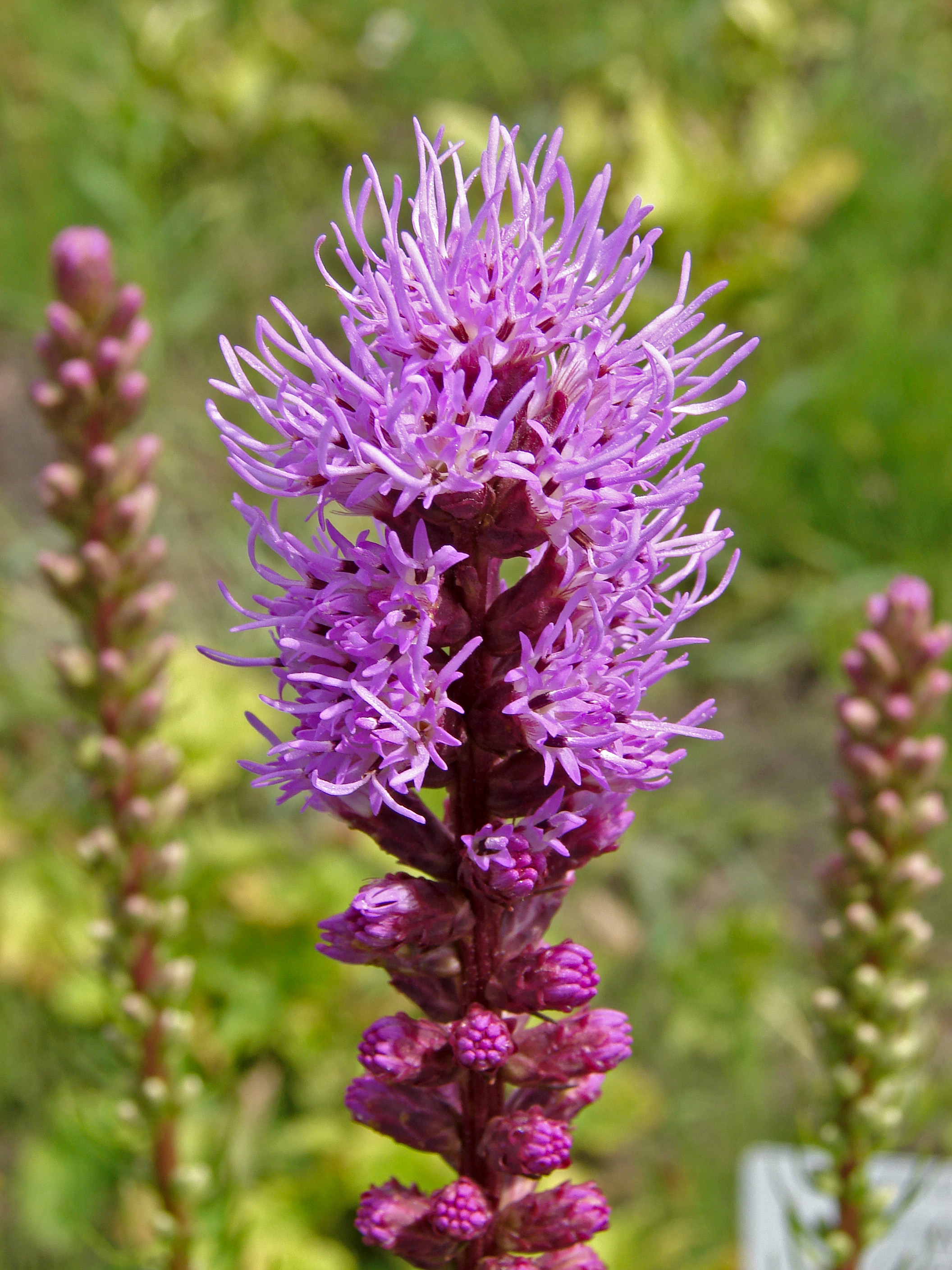
Лиатрис колосистая, верхняя часть общего соцветия крупным планом
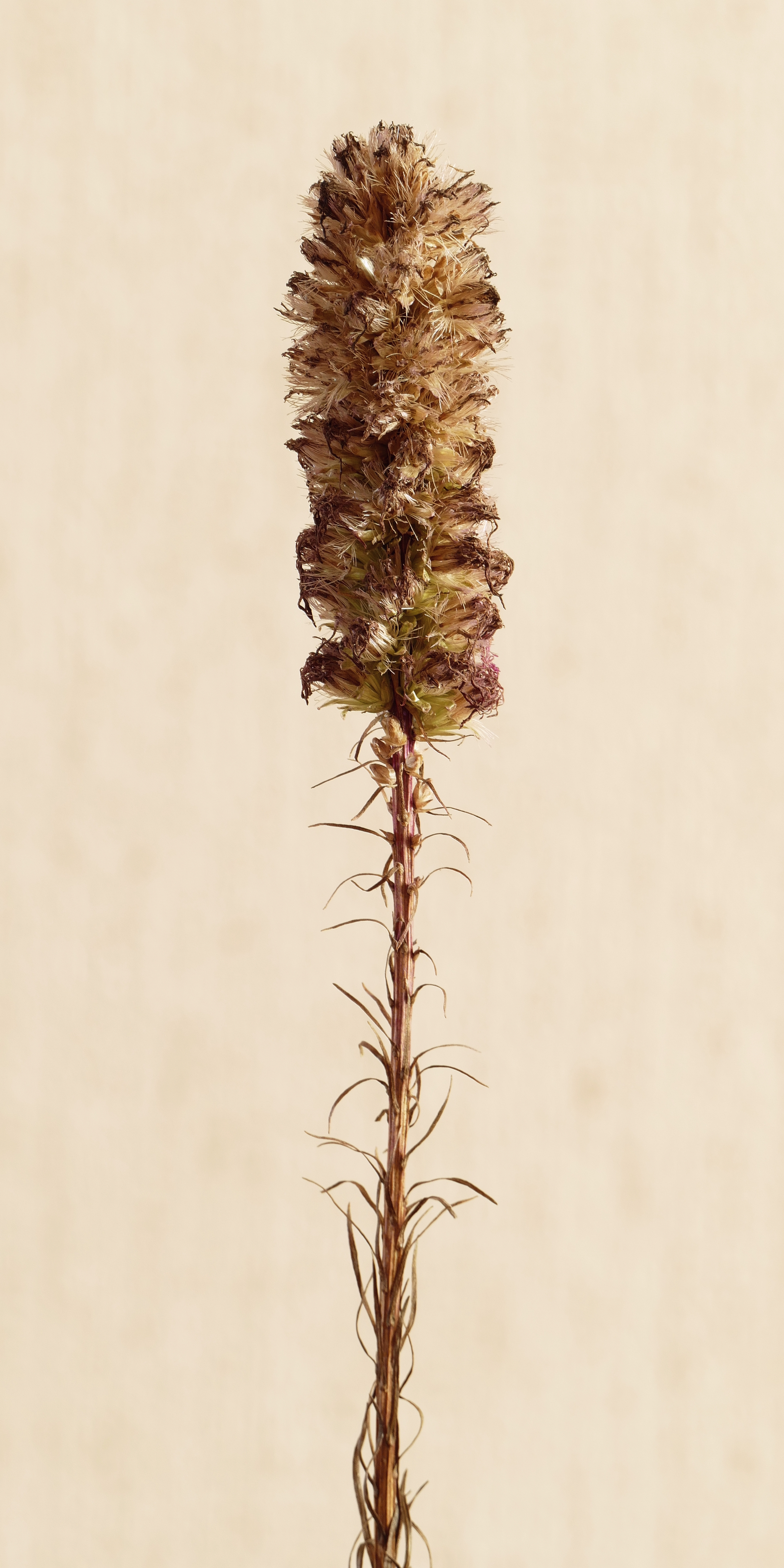
Лиатрис колосистая, отцветшее соцветие с плодами

## Разновидности
Выделяют разновидность Liatris spicata var. resinosa, которая отличается от номинативной разновидности меньшим размером листьев, меньшим числом цветков в корзинках, меньшей высотой обёрток корзинок, а также лиловатой окраской листочков обёрток. Номинативная разновидность в природе встречается обычно во внутренних регионах и в горах, а Liatris spicata var. resinosa — на прибрежных равнинах.

## Синонимы
По информации базы данных The Plant List, 2013 (если не указан иной источник), в синонимику вида входят следующие названия:
- Kuhnia spicata (L.) Baill.
- Lacinaria elongata Greene
- Lacinaria spicata (L.) Kuntze
- Lacinaria spicata f. spicata
- Lacinaria spicata var. spicata
- Lacinaria vittata Greene
- Liatris callilepis[4]
- Liatris macrostachya Michx.
- Liatris magnifica hort. ex Gardner
- Liatris picta Barton ex DC.
- Liatris pilosa Ker-Gawl.
- Liatris pumila Lodd.
- Liatris resinosa Nutt.
- Liatris sessiliflora Bertol.
- Liatris turbinata Sweet
- Liatris vittata (Greene) K.Schum.
- Serratula spicata L., Sp. Pl.: 819 (1753)basionym
- Suprago spicata (L.) Gaertn.